# Torneo preolimpico CONMEBOL
Il Torneo preolimpico CONMEBOL è stata una competizione calcistica internazionale organizzata a cadenza quadriennale, atta a selezionare le squadre della Confederazione sudamericana che avrebbero partecipato al torneo olimpico di calcio.

## Storia
Prima del 1960 le nazionali sudamericane si qualificavano tramite i Giochi panamericani. Con l'istituzione del Torneo preolimpico la CONMEBOL mirava a separare le due competizioni, creandone una specifica solo per i Giochi olimpici. La prima edizione comprese anche squadre dell'America Centrale, mentre dal 1964 in poi solo le compagini iscritte alla CONMEBOL potevano partecipare. L'uso di ammettere solo giocatori non professionisti o delle giovanili perdurò sino al 1987, anno in cui furono esclusi solo coloro che già avevano partecipato a una edizione del campionato mondiale di calcio. Nel 1992 è stata inserita la medesima restrizione dei Giochi, vale a dire il limite di età di 23 anni. Inizialmente la Confederazione aveva deciso di selezionare i paesi ospitanti su base biennale, e difatti le prime due edizioni furono disputate in Perù e le seconde due in Colombia, ma nel 1976 deliberò di alternare le organizzazioni anno dopo anno. Il torneo ha avuto fine dopo l'edizione del 2004: difatti, la CONMEBOL ha stabilito che la competizione per qualificarsi, a partire dai Giochi olimpici di Pechino 2008, è il campionato sudamericano di calcio Under-20.

## Edizioni
| Edizione      | Paese ospitante |           | Posizioni     | Posizioni   | Posizioni    | Posizioni |
| Edizione      | Paese ospitante | Vincitore | Secondo posto | Terzo posto | Quarto posto |           |
| ------------- | --------------- | --------- | ------------- | ----------- | ------------ | --------- |
| 1960 Dettagli | Perù            | Argentina | Perù          | Brasile     | Messico      |           |
| 1964 Dettagli | Perù            | Argentina | Brasile       | Perù        | Colombia     |           |
| 1968 Dettagli | Colombia        | Brasile   | Colombia      | Uruguay     | Paraguay     |           |
| 1971 Dettagli | Colombia        | Brasile   | Colombia      | Argentina   | Perù         |           |
| 1976 Dettagli | Brasile         | Brasile   | Uruguay       | Argentina   | Colombia     |           |
| 1980 Dettagli | Colombia        | Argentina | Colombia      | Perù        | Venezuela    |           |
| 1984 Dettagli | Ecuador         | Brasile   | Cile          | Paraguay    | Ecuador      |           |
| 1987 Dettagli | Bolivia         | Brasile   | Argentina     | Bolivia     | Colombia     |           |
| 1992 Dettagli | Paraguay        | Paraguay  | Colombia      | Uruguay     | Ecuador      |           |
| 1996 Dettagli | Argentina       | Brasile   | Argentina     | Uruguay     | Venezuela    |           |
| 2000 Dettagli | Brasile         | Brasile   | Cile          | Argentina   | Uruguay      |           |
| 2004 Dettagli | Cile            | Argentina | Paraguay      | Brasile     | Cile         |           |
| 2020 Dettagli | Colombia        | Argentina | Brasile       | Uruguay     | Colombia     |           |
| 2024 Dettagli | Venezuela       | Paraguay  | Argentina     | Brasile     | Venezuela    |           |